# Doryodes

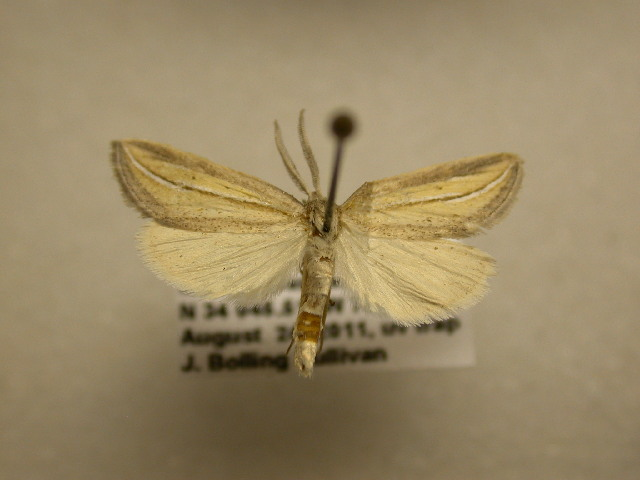
Doryodes bistrialis

Doryodes (лат.) — род бабочек из семейства Erebidae. Эндемики Северной Америки. Около 10 видов.

## Распространение
Северная Америка (атлантическое побережье): Канада, Мексика, США и один вид на Багамских островах (D. insularia). Прибрежные болота и ручьи.

## Описание
Бабочки мелких размеров с заострёнными к вершине передними крыльями. Размах передних крыльев представителей рода от 13 до 21 мм. Передние крылья у самцов, как правило, бледно-охристые коричневые; некоторые виды имеют продольные полосы серого, коричневого, желтовато-оранжевого цвета. Усики самок нитевидные, у самцов — гребенчатые. Брюшко вытянутое, глаза округлые, оцеллии отсутствуют.

## Классификация
В составе рода около 10 видов:
- Doryodes bistrialis (Geyer, 1832)
- Doryodes broui Lafontaine & Sullivan, 2015
- Doryodes desoto Lafontaine & Sullivan, 2015
- Doryodes fusselli Sullivan & Lafontaine, 2015
- Doryodes insularia Hampson, 1904
- Doryodes latistriga Sullivan & Lafontaine, 2015
- Doryodes okaloosa Sullivan & Lafontaine, 2015
- Doryodes reineckei Sullivan & Lafontaine, 2015
- Doryodes spadaria Guenée, 1857
- Doryodes tenuistriga Barnes & McDunnough, 1918
- Другие виды